# Gikas Hardouvelis
Gikas Hardouvelis (IPA: [ˈɟikas xaɾˈðuvelis]) (in greco: Γκίκας Χαρδούβελης; Poulithra, 8 ottobre 1955) è un economista e politico greco.
È stato Ministro delle finanze nel Governo Saramas dal 10 giugno 2014 al 27 gennaio 2015.

## Biografia
È professore di Finanza e Economia presso l'Università del Pireo.